# Henry Livings
Henry Livings (Prestwich, 20 settembre 1929 – Delph, 20 febbraio 1998) è stato un commediografo e sceneggiatore britannico che ha lavorato estensivamente, dagli anni '60 ai '90, nella televisione e nel teatro britannici.

## Biografia
Nato nel Lancashire, dopo la Stand Grammar School di Whitefield ottenne una borsa di studio per andare a studiare alla University of Liverpool, ma frequentò i corsi per soli due anni. Lasciò gli studi nel 1950, senza essersi laureato. Dal 1950 al 1952 si unì alla Royal Air Force, nella quale divenne un cuoco esperto ed ottenne un certo numero di lavori minori, prima di decidere di dedicarsi al teatro. Dopo l'esperienza nell'aeronautica, nel 1956 iniziò a studiare recitazione al Theatre Workshop di Joan Littlewood. Nel 1958 venne scelto per recitare nel primo film della serie Carry On, intitolato Carry on Sergeant, e nel maggio del 1964 seguì l'interpretazione televisiva nel ruolo di Wilf Haddon, genero di Martha Longhurst, nella soap opera Coronation Street.
Nel 1961 fu messa in scena la prima opera teatrale da lui scritta, Stop It, Whoever You Are, che racconta la storia del guardiano del gabinetto di una fabbrica. Nello stesso anno e per la medesima opera, Livings fu nominato "Commediografo più Promettente dell'Anno" agli Evening Standard Awards, insieme a Gwyn Thomas per The Keep. Tra le sue opere più importanti, notevoli sono The Quick and the Dead Quick (1961), un dramma storico non convenzionale su François Villon, Big Soft Nellie (1961), il cui sciocco eroe provoca del caos in un negozio di riparazioni per radio, e la commedia televisiva Nil Carborundum (1962), basata sull'esperienza dello stesso Livings nel servizio militare. Uno dei suoi spettacoli più rinomati, Eh?, per cui il commediografo ha vinto un Obie Award per il "Miglior Spettacolo Teatrale", è stato messo in scena Off-Broadway con Dustin Hoffman nel ruolo del protagonista. Nel 1967, Eh? è stato trasposto nel film Work Is a Four-Letter Word, con David Warner e Cilla Black. Molti degli attori che hanno recitato nel film erano membri della Royal Shakespeare Company, tra cui Elizabeth Spriggs nella sua prima apparizione sul grande schermo, ed esso è stato diretto dal fondatore della stessa compagnia Peter Hall.
Livings ha scritto anche racconti brevi, spettacoli e sceneggiature, contribuendo oltretutto alle serie televisive Juliet Bravo (1980) e Bulman (1985).
Durante la sua carriera, Livings ha collaborato con l'amico compositore Alex Glasgow, che ha scritto i testi e la musica del musical di successo Close the Coal House Door, di Alan Plater. Insieme, i due hanno effettuato una serie di sketch comici per la serie del 1971 della BBC2 Get The Drift, basata sulla loro commedia The Northern Drift. Livings è stato anche traduttore, insieme allo studioso Gwynne Edwards, di tre opere del poeta e commediografo spagnolo Federico García Lorca, The Public, Play Without a Title e Mariana Pineda.
Tra i suoi libri più importanti, vi sono That the Medals and the Baton Be Put on View: Story of a Village Band, 1875-1975, che racconta della Banda di Dobcross, i due volumi di racconti brevi Pennine Tales (1985) e Flying Eggs and Things: More Pennine Tales (1986), illustrati dalla sua stessa figlia Maria Livings, e la sua autobiografia The Rough Side of the Boards (1994), trasposta in spettacolo teatrale nel 1997.
Henry Livings è morto il 20 febbraio 1998 a Delph, vicino ad Oldham.

## Opere
- 1961 Stop It, Whoever You Are
- 1961 Big Soft Nellie
- 1962 Nil Carborundum
- 1963 Kelly's Eye
- There's No Room For You Here For A Start, 1964
- The Day Dumfounded Got His Pylon, 1965
- Eh?, 1964 (Londra), 1966 (New York)
- The Little Mrs. Foster Show, 1966
- Good Grief!, 1967
- After The Last Lamp, 1968
- Honour And Offer, 1968
- Reasons For Flying, 1968
- The Gamecock, 1969
- Rattel, 1969
- Variable Lengths And Longer, 1969
- Beewine, 1970

- The Boggart, 1970
- Conciliation, 1970
- The Ffinest Ffamily In The Land, 1970
- Mushrooms And Toadstools, 1970
- Rifle Volunteer, 1970
- Tiddles, 1970
- Your'e Free 1970
- Brainscrew, 1971
- GRUP, 1971
- Pongo Plays 1 - 6, 1971
- Cinderella: A Likely Tale, 1972
- Rent Man, 1972
- This Jockey Drives Late Nights, 1972
- Tailor's Britches, 1973
- Jack And The Beanstalk, 1974
- Jonah, 1974

- Six More Pongo Plays Including Two For Children, 1974
- Jug, 1975
- Glorious Miles, 1975
- Daft Sam, 1976
- The Astounding Adventures Of Tom Thumb, 1979
- Don't Touch Him, He Might Resent It, 1984
- This Is My Dream: The Life And Times Of Josephine Baker, 1987
- The Great Camel Rumbles, And Groans And Spits, 1988
- The Public, 1988
- The Barber Of Seville, 1989
- Stop The Children's Laughter, 1990
- Rough Side Of The Boards, 1997.